# Telosentis australiensis
Telosentis australiensis är en hakmaskart som beskrevs av Edmonds 1964. Telosentis australiensis ingår i släktet Telosentis och familjen Illiosentidae. Inga underarter finns listade i Catalogue of Life.